# Sona Jobarteh

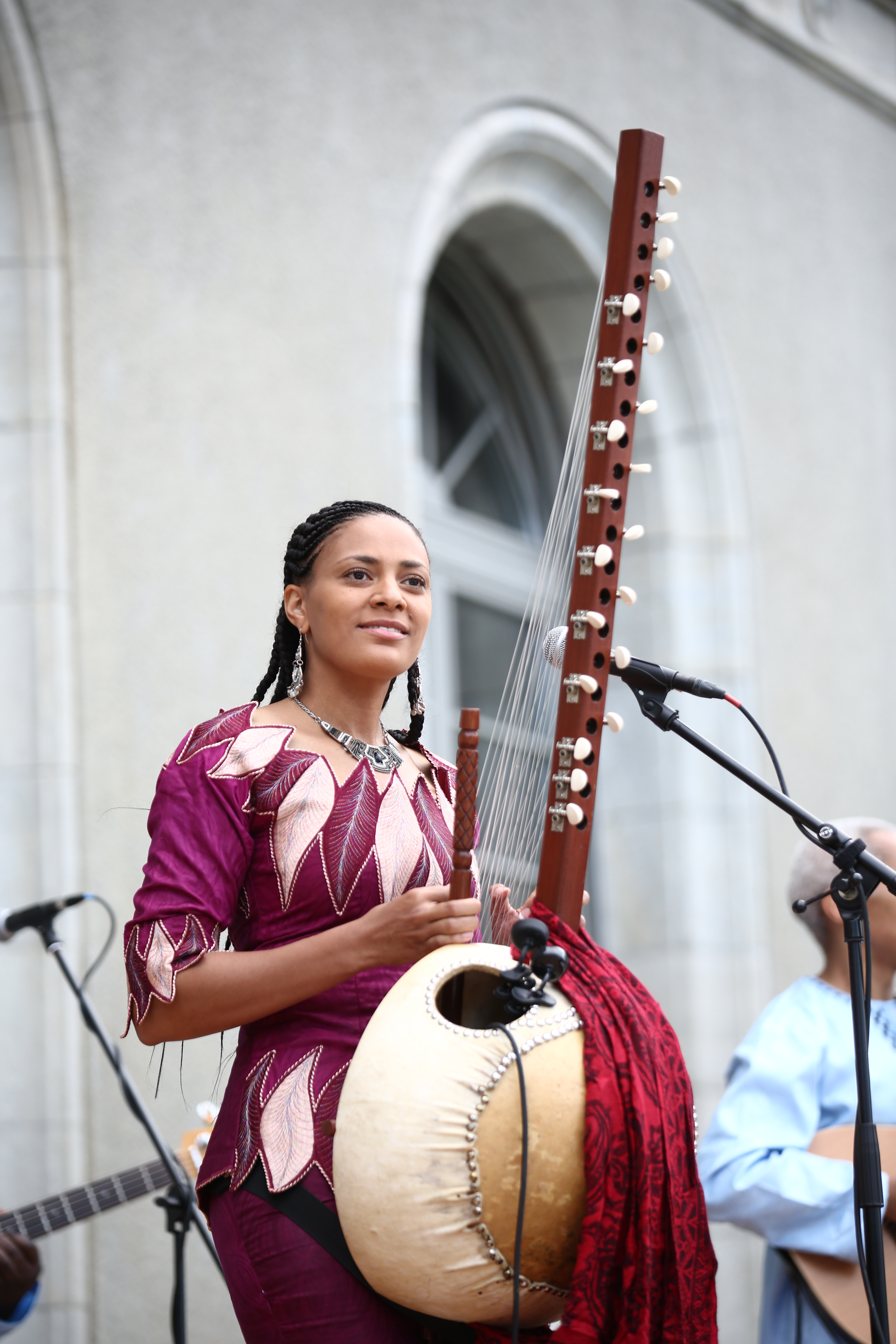
Sona Jobarteh (2017)

Maya Sona Jobarteh (* 1983 in London) ist Musikerin, Komponistin und Schauspielerin und stammt aus einer Griot-Familie aus Gambia in Westafrika. Sie spielt das westafrikanische Instrument Kora, eine 21-saitige Stegharfe, und gelegentlich Gitarre. Sie ist eine der wenigen Frauen, die in der Griot-Tradition stehen, normalerweise wird die Tradition vom Vater auf den Sohn übertragen.
Sie ist die Enkelin des verstorbenen Griot Amadou Bansang Jobarteh und die Cousine des bekannten Kora-Spielers Toumani Diabaté. Ihr Bruder Tunde Jegede ist ebenfalls musikalisch aktiv. Jobarteh studierte Cello, Klavier und Cembalo am Royal College of Music, Komposition an der Purcell School und Afrikanistik an der School of Oriental and African Studies der University of London.
Jobarteh ist in London geboren und dort aufgewachsen; das Spielen auf der Kora begann sie im Alter von drei Jahren zu erlernen und sie trat im Alter von vier Jahren im London’s Jazz Café erstmals öffentlich auf. Als Musikerin ist sie Mitglied im Tunde Jegede Ensemble, mit dem sie schon auf Tournee durch Großbritannien, Irland und Teile der Karibik ging. Sie arbeitete zusammen mit den Komponisten Mícheál Ó Súilleabháin und Dónal Lunny auf River of Sound mit dem Irish Chamber Orchestra mit Evelyn Glennie. Weitere Zusammenarbeit gab es mit dem Royal Philharmonic Orchestra, Britten Sinfonia, Milton Keynes City Orchestra und dem Viva Chamber Orchestra. Seit 1999 wirkte sie in der Band Ocacia mit.

## Werke / Diskografie
- 1995 – Lamentation (wirkte bei Jegede als Komponistin mit)
- 2005 – 500 Years Later (wirkte als Musikerin beim Soundtrack mit)
- 2006 – The Idea (beteiligt als Schauspielerin im Film)
- 2007 – Our Story Our Voice (wirkte als Musikerin und Komponistin beim Soundtrack mit)
- 2008 – Watch Your Back (wirkte bei dem Song von Hkb Finn mit)
- 2008 – Afro Acoustic Soul
- 2009 – Motherland (komponierte die Musik zum Film)
- 2008 – Eclipse
- 2011 – Fasiya
- 2022 – Badinyaa Kumoo